# Эзит, Жанна Яковлевна
Жанна Яковлевна Эзит (собственно Эзите, латыш. Žanna Ezīte; 20 июня 1937, Ленинград — 9 декабря 2020, Вайве, Цесисский край) — латвийская переводчица и редактор.
По окончании школы в Риге работала корректором в газетах и журналах, затем закончила отделение русского языка и литературы историко-филологического факультета Латвийского университета (1964). Работала переводчиком в Государственном комитете по радио и телевидению Латвийской ССР (1964—1966), редактором в информационном отделе Рижского медицинского института (1966—1973), переводчиком в газете «Ригас Балсс» (1973—1978), редактором в издательстве «Лиесма» (1982—1991), директором издательства «Ракстниекс» (1991—1992). В 1995—2008 гг. главный редактор журнала «Даугава».
Переводила латышскую прозу на русский язык. Среди основных переводов — сборник рассказов Александра Чака «Кленовый лист» (1972), приключенческий роман для детей Виктора Лагздыня «Цепная реакция» (1976), детские книги Зенты Эргле «Между нами девочками, говоря…» (1976) и «Таинственное открытие» (1980), автобиографический роман Анны Бригадере «Бог, природа, работа» (1981), рассказы Андрея Упита, письма и дневники Райниса, отдельные произведения Эдварта Вирзы, Зигмунда Скуиня, Иманта Зиедониса и др.
Под редакцией Эзит вышел сборник материалов к 10-летию Латвийского общества русской культуры «Не стыдно и оглянуться…» (2002).
Член Союза писателей Латвии (1984).